# Distrito de Nueva Arica
El Distrito de Nueva Arica es uno de los veinte distritos de la provincia de Chiclayo, ubicada en el departamento de Lambayeque, bajo la administración del Gobierno Regional de Lambayeque, en el norte del Perú. Desde el punto de vista jerárquico de la Iglesia católica, forma parte de la Diócesis de Chiclayo.

## Historia
Fue creado por Ley N.º 9928 de fecha 25 de enero de 1944, en el primer gobierno del Presidente Manuel Prado Ugarteche.

## Geografía
Su extensión es de 245,12 km², es una vía de introducción a pueblos de Cajamarca, Nanchoc; por el otro lado, es un paso para las provincia de La Florida, Niepos, del departamento de Cajamarca.

### Relieve
Su relieve es llano, con una gradiente mayor, debido a su cercanía a los contrafuertes andinos. Presenta numerosos cerros y algunos de ellos de gran elevación. En los cuales notamos la presencia de laderas y numerosas quebradas.

### Recursos naturales
Sus suelos fértiles para cultivo son poco extensos. El distrito presenta grandes depósitos de arena, piedra y ripio, que se emplean mayormente en la construcción.
Su flora es de carácter ribereño, presentando especies como espinos, faiques, algarrobo, zapote, caña brava, guayaquil, carrizos, sauce, totora, hinea, cola de caballo, pájaro bobo.
Su fauna presenta venado, zorro, puma, paloma, loro, pericos, huanchacos, águila, cernícalos, halcón, cóndor, gallinazo, culebras, sapo, y diversos insectos.

## Demografía

### Centros poblados

#### Urbanos
- Nueva Arica (1 792 hab.)[2]

#### Rurales
- La Viña (405 hab.)
- Culpón (188 hab.)

#### Caseríos
- Dos Corrales (36 hab.)
- Saldaña Bajo (30 hab.)

## Capital
Su capital es el pueblo de Nueva Arica, ubicado a 178 m s. n. m. Nueva Arica cuenta con un mirador, un pequeño cerro llamado la Capilla, porque allí está la capilla del pueblo, que guarda a la Cruz, es un mirador desde donde se contempla todo el valle y se alcanza a ver el distrito vecino de Oyotun. Nueva Arica, tiene varios recursos naturales como pan llevar: maíz, yuca, arroz, el cual es regado por el río de Saña; es un pueblo que vive de la agricultura y de la cría ganado, en pequeña escala.

## Autoridades

### Municipales
2019 - 2022 Dani Delmar Chamay Ramírez
- 2015-2018[3]
  - Alcalde:  Silmer Edwin Rodas Valle, del Partido Alianza para el Progreso (APP).
  - Regidores: Francisco Genaro Muñoz Bajaña (APP), Lady Diana Lozano Castañeda (APP), Abner Alberto Ayala Gonzales (APP), Enrique Cabrera Huamán (APP), Valmir Rociel Castañeda Palacios (Restauración Nacional).
- 2011 - 2014
  - Alcalde: Augusto Casinaldo Rivas Becerra, del Partido Aprista Peruano (APRA).
  - Regidores: Dany Robert Becerra Vásquez (APRA), Lucy Micaela Barboza Montenegro (APRA), Heiner Fernández Altamirano (APRA), Edwin Tafur Chavarry (Manos Limpias ML), Ada del Rocío Pérez Castro (ML).
- 2007 - 2010
  - Alcalde: José Teófilo Cátedra Ramírez.

### Policiales
- Comisaría 
  - Comisarioː Mayor PNP.[4]

### Religiosas
- Diócesis de Chiclayo[5]
  - Obispo de Chiclayo: Mons. Robert Francis Prevost, OSA[6]
- ̈Parroquia[7]
  - Párrocoː

## Festividades
Es un pueblo católico por tradición, celebra dos fiestas patronales al año, una en el mes de mayo (la cruz de tres de mayo)  y otra en noviembre (San Martín de Porres).

## Atractivos turísticos
Entre los pocos lugares turísticos, hay el reservorio de Sorronto, el cerro campana (con muchas leyendas), el cerro Conquis, La Compuerta, caserío de producción netamente de caña de azúcar.